# Dichotomius bicuspis
Dichotomius bicuspis là một loài bọ cánh cứng trong họ Bọ hung (Scarabaeidae).